# コリン・カウギル
コリン・ブラネン・カウギル（Collin Brannen Cowgill, 1986年5月22日 - ）は、アメリカ合衆国ケンタッキー州レキシントン出身の元プロ野球選手（外野手）。左投右打。

## 経歴

### プロ入りとダイヤモンドバックス時代
ケンタッキー大学在学中の2008年のMLBドラフト5巡目（全体168位）でアリゾナ・ダイヤモンドバックスから指名され、プロ入り。
2011年7月26日のサンディエゴ・パドレス戦でメジャーデビューし、8月28日の同カードでメジャー初本塁打を放つ。

### アスレチックス時代
2011年12月9日にトレバー・ケーヒル、クレイグ・ブレスロウとの3対2のトレードで、ジャロッド・パーカー、ライアン・クックと共にオークランド・アスレチックスへ移籍した。

### メッツ時代
2012年12月18日にジェフリー・マルテとのトレードで、ニューヨーク・メッツへ移籍した。

### エンゼルス時代
2013年6月24日にカイル・ジョンソンとのトレードで、ロサンゼルス・エンゼルス・オブ・アナハイムへ移籍した。シーズン通算では、73試合に出場し打率.211、4本塁打、16打点を記録した。
2014年は、外野のユーティリティとしてメジャー定着を果たし、106試合に出場して打率.250、5本塁打、21打点、4盗塁（盗塁失敗は0）という成績をマークした。守備では、右翼手と左翼手を守る機会が多く（いずれもで40試合以上の守備）、両方のポジションでプラスのDRSを記録した。唯一、中堅手でのDRSだけがマイナスだった。
2015年は、控え外野手として55試合に出場。打撃面では不振であり、打率.188、1本塁打、2打点という成績に終わった。守備では左翼手をメインに守り、41試合で無失策・DRS + 5という安定した成績を記録した。また、中堅手と右翼手も4試合ずつ守りに就き、これら2ポジションでも失策はなかった。

### インディアンス時代
2015年12月2日に金銭トレードで、クリーブランド・インディアンスへ移籍した。
2016年9月1日にDFAとなり、翌2日にマイナー契約で傘下のAAA級コロンバス・クリッパーズへ配属された。10月5日にFAとなった。

### パドレス傘下時代
2017年2月6日にパドレスとマイナー契約を結び、スプリングトレーニングに招待選手として参加することになった。シーズンでは開幕から主に傘下のAAA級エル・パソ・チワワズでプレーしていたが、8月6日に自由契約となった。

### フィリーズ傘下時代
2018年2月9日にフィラデルフィア・フィリーズとマイナー契約を結び、スプリングトレーニングに招待選手として参加することになった。シーズンでは傘下のAAA級エル・パソ・チワワズでプレーし、93試合に出場し打率.230、12本塁打、41打点、3盗塁を記録した。オフの11月2日にFAとなった。

### ナショナルズ傘下時代
2019年3月にワシントン・ナショナルズとマイナー契約を結んだ。シーズンでは傘下のAAA級フレズノ・グリズリーズでプレーし、84試合に出場し打率.228、12本塁打、34打点、8盗塁を記録した。オフの11月4日にFAとなった。

### マリナーズ傘下時代
2020年2月11日にシアトル・マリナーズとマイナー契約を結び、スプリングトレーニングに招待選手として参加することになった。シーズン終了後にFAとなった。

### 引退後
2021年より、シアトル・マリナーズ傘下AA級アーカンソー・トラベラーズの監督に就任した。

## 詳細情報

### 年度別打撃成績
| 年 度    | 球 団    | 試 合 | 打 席 | 打 数 | 得 点 | 安 打 | 二 塁 打 | 三 塁 打 | 本 塁 打 | 塁 打 | 打 点 | 盗 塁 | 盗 塁 死 | 犠 打 | 犠 飛 | 四 球 | 敬 遠 | 死 球 | 三 振 | 併 殺 打 | 打 率 | 出 塁 率 | 長 打 率 | O P S |
| -------- | -------- | ----- | ----- | ----- | ----- | ----- | -------- | -------- | -------- | ----- | ----- | ----- | -------- | ----- | ----- | ----- | ----- | ----- | ----- | -------- | ----- | -------- | -------- | ----- |
| 2011     | ARI      | 36    | 100   | 92    | 8     | 22    | 3        | 0        | 1        | 28    | 9     | 4     | 2        | 0     | 0     | 8     | 1     | 0     | 28    | 0        | .239  | .300     | .304     | .604  |
| 2012     | OAK      | 38    | 116   | 104   | 10    | 28    | 2        | 0        | 1        | 33    | 9     | 3     | 4        | 0     | 1     | 11    | 0     | 0     | 27    | 3        | .269  | .336     | .317     | .654  |
| 2013     | NYM      | 23    | 63    | 61    | 7     | 11    | 2        | 0        | 2        | 19    | 8     | 0     | 0        | 0     | 0     | 2     | 0     | 0     | 15    | 0        | .180  | .206     | .311     | .518  |
| 2013     | LAA      | 50    | 99    | 91    | 11    | 21    | 3        | 2        | 2        | 34    | 8     | 1     | 0        | 3     | 0     | 5     | 0     | 0     | 27    | 1        | .231  | .271     | .374     | .644  |
| '13計    | LAA      | 73    | 162   | 152   | 18    | 32    | 5        | 2        | 4        | 53    | 16    | 1     | 0        | 3     | 0     | 7     | 0     | 0     | 42    | 1        | .211  | .245     | .349     | .594  |
| 2014     | LAA      | 106   | 293   | 260   | 37    | 65    | 10       | 1        | 5        | 92    | 21    | 4     | 0        | 2     | 0     | 26    | 0     | 5     | 74    | 4        | .250  | .330     | .354     | .684  |
| 2015     | LAA      | 55    | 74    | 69    | 10    | 13    | 2        | 1        | 1        | 20    | 2     | 2     | 1        | 1     | 0     | 4     | 0     | 0     | 19    | 1        | .188  | .233     | .290     | .523  |
| 2016     | CLE      | 9     | 14    | 12    | 0     | 1     | 0        | 0        | 0        | 1     | 0     | 0     | 0        | 0     | 0     | 2     | 0     | 0     | 7     | 1        | .083  | .214     | .083     | .298  |
| MLB：6年 | MLB：6年 | 317   | 759   | 689   | 83    | 161   | 22       | 4        | 12       | 227   | 57    | 14    | 7        | 6     | 1     | 58    | 1     | 5     | 197   | 10       | .234  | .297     | .329     | .627  |

- 2019年度シーズン終了時

### 背番号
- 4（2011年、2013年 - 同年途中）
- 12（2012年）
- 19（2013年途中 - 同年終了）
- 7（2014年 - 2016年）